# Макаров, Иван Андриянович
Иван Андрианович Макаров — советский военнослужащий, участник Великой Отечественной войны, полный кавалер ордена Славы, старший разведчик 486-го пушечно-артиллерийского полка (6-я артиллерийская дивизия прорыва, 61-я армия, 1-й Белорусский фронт) ефрейтор.

## Биография
Иван Андрианович Макаров родился в селе Оселки Кузнецкого уезда Томской губернии (в настоящее время Прокопьевский район Кемеровской области) в чувашской крестьянской семье. Окончил 9 классов школы, работал учителем.
В 1941 году был Киселёвским райвоенкоматом Кемеровской области призван в ряды Красной армии. С 3 сентября  1941 года на фронтах Великой Отечественной войны.
Разведчик-наблюдатель рядовой Макаров 18 июля 1944 года в районе деревень Смидынь и Парыдубы в Брестской области находился в боевых порядках пехоты, обнаружил 2 дзота противника, точно корректировал огонь дивизиона, чем способствовал выполнению боевой задачи полком. 20 июля 1944 года при форсировании реки Западный Буг определил координаты огневых позиций, ведущих огонь из района Жлобек, вражеских орудий, которые затем были подавлены. Приказом по дивизии от 20 августа 1944 года он был награждён орденом Славы 3-й степени.
Рядовой Макаров 29 сентября—8 октября 1944 года при прорыве обороны противника близ населённых пунктов пунктов Михалув-Грабина, Рембельщизна обнаружил 2 наблюдательных пункта (НП), 6 артиллерийско-миномётных батарей, дзот противника, которые были накрыты артиллерийским огнём. Приказом по войскам 1-го Белорусского фронта от 21 ноября 1944 года он был награждён орденом Славы 2й степени.
Старший разведчик ефрейтор Макаров 15 марта 1945 года вел визуальную разведку в районе населённого пункта Альтдамм (в настоящее время район Щецина) при ликвидации плацдарма противника на берегу реки Одер. В бою за овладение населённым пунктом Хокендорф (Германия) обнаружил 4 противотанковых орудия, 3 пулемета и НП. Был ранен, но координаты целей передал на огневые позиции.  Указом Президиума Верховного Совета СССР от 31 мая 1945 года он был награждён орденом Славы 1-й степени.
Иван Андрианович Макаров погиб в бою 19 апреля 1945 года. Похоронен на кладбище в городе Грайфенхаген (Германия).